# Heliconius pardalinus
Espèce
Heliconius pardalinus est un insecte lépidoptère appartenant à la famille des Nymphalidae, à la sous-famille des Heliconiinae et au genre Heliconius.

## Taxinomie
Heliconius pardalinus a été décrit par Henry Walter Bates en 1862.

### Sous-espèces
- Heliconius pardalinus pardalinus ; présent au Brésil.
- Heliconius pardalinus ariadne Neukirchen, 1995 ; présent en Bolivie.
- Heliconius pardalinus butleri Brown, 1975 ; présent au Pérou.
- Heliconius pardalinus dilatus Weymer, 1894 ; présent au Pérou.
- Heliconius pardalinus julia Neukirchen, 2000 ; présent en Équateur.
- Heliconius pardalinus lucescens Weymer, 1894 ; présent au Brésil.
- Heliconius pardalinus maeon Weymer, 1891 ;
- Heliconius pardalinus orteguaza Brown, 1976 ; présent en Colombie.
- Heliconius pardalinus radiosus Butler, 1873 ; présent au Brésil.
- Heliconius pardalinus sergestus Weymer, 1894 ; présent au Pérou.
- Heliconius pardalinus tithoreides Staudinger, 1900 ; présent au Pérou[1].

## Description
Heliconius pardalinus est un grand papillon orange marqué de marron et de jaune au corps fin et aux ailes antérieures allongées à bord interne concave.
Le dessus est de couleur orange à rouge suivant les sous-espèces avec aux ailes antérieures l'apex marron, une bande irrégulière jaune et quelques taches marron et aux ailes postérieures une ornementation marron plus ou moins marquée suivant les sous-espèces sous forme de bandes marron plus ou moins foncé agrémentées ou non de chevrons orange.
Le revers présente la même ornementation.

## Biologie

### Plantes hôtes
Les plantes hôtes de sa chenille sont des Passifloraceae (Granadilla, Astrophea et Distephana.

## Écologie et distribution
Heliconius pardalinus est présent en Colombie,  en Bolivie, en Équateur, au Brésil et au Pérou.

### Biotope
Heliconius pardalinus réside en lisière de forêt.

## Protection
Pas de statut de protection particulier.